# Heterocladium tenellum
Heterocladium tenellum är en bladmossart som beskrevs av Hironori Deguchi och H. Suzuki 1974. Heterocladium tenellum ingår i släktet trasselmossor, och familjen Thuidiaceae. Inga underarter finns listade i Catalogue of Life.